# Maika Levula
Maika Levula (13 april 1976) is een voormalige Fijisch voetballer die bij voorkeur als middenvelder speelt.
Op 16 april 2001 in de uitwedstrijd tegen Tonga maakte Levula zijn debuut voor Fiji voetbalelftal. Hij kwam in 46e minuut als invaller voor Ulaiasi Mateiwai, de wedstrijd ging gewonnen met 1-8.
Levula beëindigde zijn voetbalcarrière in 2013.